# 사바에시
사바에시(일본어: 鯖江市)는 일본 후쿠이현 북부에 있는 시이다.
안경 관련 산업이 많은 '안경의 거리'로 잘 알려져 있으며, 일본 안경테의 90% 이상을 생산한다. 또한 업무용 칠기의 90%가 이곳에서 생산된다.
사바에시의 정식 한자 표기는 '鯖'자의 '靑'자 아랫 부분이 '月'이 아니라 '円'자로 정체처럼 써야 하지만, 유니코드에서 정체인 鯖과 신자체 鯖 두 글자가 코드가 통일되면서 일본 글꼴로는 鯖과 같이 '月'로 표기되며 이 표기가 많이 사용되고 있다.

## 지리
후쿠이평야와 다케후분지 사이에 위치하는 사바에분지가 넓은 부분을 차지하고 그 중앙부 남북으로 가늘게 뻗은 시가지는 북단이 후쿠이시와의 경계를 넘는다. 그 안에 있는 나가이즈미테라산(113m)도 비교적 완만한 해발 50m 이하의 많은 부분이 예로부터 시가화되어 있다. 동단에 있는 가와다 지구는 산지이다. 또 히노강이 흐른다.

## 인접하는 자치체
- 후쿠이현
  - 후쿠이시
  - 이마다테군 이케다정
  - 에치젠시
  - 뉴군 에치젠정

덧붙여서 이케다정과 인접하는 부분은 후쿠이시와 에치젠시를 포함해 4개 시·정의 경계가 되는 야산(野山) 한 개뿐이다.

## 역사
- 1955년 1월 15일 - 이마다테군 사바에정, 신메이정, 나카가와촌, 가타카미촌, 뉴군 다치마치촌, 요시카와촌, 유타카촌이 합병해 사바에시가 성립하였다.
- 1955년 6월 10일 - 이마다테군 기타나카야마촌의 대부을 편입하였다.
- 1957년 3월 31일 - 이마다테군 가와다촌을 편입하였다.
- 1973년 11월 1일 - 경계 변경으로 후쿠이시의 일부를 편입하였다.
- 2004년 7월 18일 - 후쿠이 호우로 가와다 지구를 중심으로 심각한 피해에 휩쓸렸다.

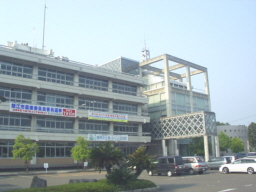
사바에시청

## 교통

### 철도
- 서일본 여객철도 호쿠리쿠 본선
- 후쿠이 철도 후쿠부선

### 도로
- 호쿠리쿠 자동차도
- 국도 8호선
- 국도 417호선

## 인구
| 연도 | 인구   | ±%     |
| ---- | ------ | ------ |
| 1970 | 52,612 | —      |
| 1980 | 59,579 | +13.2% |
| 1990 | 62,283 | +4.5%  |
| 2000 | 64,898 | +4.2%  |
| 2010 | 67,450 | +3.9%  |
| 2020 | 68,302 | +1.3%  |

## 자매 결연 도시
니가타현의 무라카미시와 결연 관계를 맺고 있다. 이는 1720년 에치고무라카미번에서 후다이 다이묘인 마나베 아키토키(間部詮言)가 지금의 사바에에 입봉(入封)하여 사바에번이 성립한 것에서 유래한다.